# Pegging

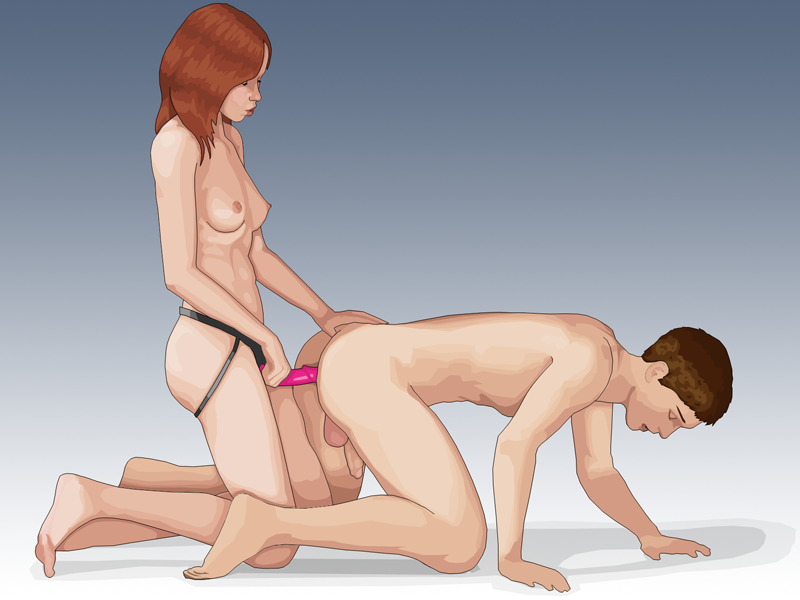
Una dona i un home fent "pegging" en la postura del gosset amb un dildo amb arnés de 4 corretges

Pegging és una pràctica sexual on la dona penetra l'anus d'un home amb un dildo amb arnès. El neologisme "pegging" es va tornar popular quan va aparèixer al periòdic The Stranger en la columna de sexe "Savage Love" de Dan Savage al 2001 i va ser el terme guanyador del concurs per decidir el nom d'aquesta pràctica sexual, ja que no hi havia nom per a definir-la.